# 扁叶甲属
扁叶甲属（学名：Gastrolina）为金花虫科的一个属。

## 下属物种
本属包括以下物种：
- 核桃扁叶甲 Gastrolina depressa Baly，1859
  - 核桃叶甲 Gastrolina depressa thoracica Baly，核桃金花虫、核桃扁叶甲
- Gastrolina thoracica